# Enzo Valentino
Enzo Valentino, geboren als Enzo Ángel María Cavenenghi, Pseudonym Juan Pueblo (* 24. September 1919 in Correa; † 3. April 2015) war ein argentinischer Tangosänger und -komponist.

## Leben
Der Sohn italienischer Einwanderer debütierte 1935 als Sänger in Rosario und trat in den Nachtclubs und Radiosendern der Stadt auf. 1937 kam er nach Buenos Aires, wo er zunächst begleitet von den Gitarristen Ricardo und Agustín Legarreta und José Di Napoli unter dem Namen Juan Pueblo bei Radio del Pueblo auftrat. Später übernahm er den Namen einer Großmutter – Valentino – als Künstlernamen. Seine Gesangstechnik verbesserte er bei Zulema Ibarra, einer Sängerin des Teatro Colón, bei Eduardo Bonessi und an der Musikakademie der Brüder Luis und Mauricio Rubistein. Bis 1949 arbeitete er mit einer von Alfredo Bigeschi geleiteten Hörspielgruppe bei Radio Mitre zusammen.
1949 schloss er sich gemeinsam mit Mario Bustos der Formation von Domingo Federico an, mit dem er seinen ersten Titel China de la Mazorca aufnahm. 1950 hatte er Auftritte bei Radio Belgrano und begleitet von Bruzo, Héctor Davis, Antonio Ciaccio und Enrique Maciel bei Canal 7 und tourte durch Argentinien. Beim Label TK entstanden weitere Aufnahmen mit den Gitarristen Ernesto Báez, Edmundo Zaldivar und Héctor Ayala. Außerdem hatte er Auftritte mit den Orchestern von Luís Stazo, Carlos Figari, Ismael Spiltalnik und José Canet und Enrique Maciels Gitarrenquartett.
Ab 1952 war Valentino Sänger des Orchesters von Alfredo Attadía, mit dem er u. a. den Tango Cualquier cosa beim Label Pathé aufnahm. 1954 vertrat er den erkrankten Sänger Ángel Vargas beim Orchester Armando Lacavas und trat mit diesem im Cabaret Marabú auf. Im Folgejahr unternahm er eine Tour nach Montevideo. 1968 gehörte er neben Oscar Alonso, Carlos Dante und Ernesto Fama zu einer Künstlerdelegation, die an Lito Bayardos Veranstaltung zur Einweihung eines Denkmals für Carlos Gardel in Santiago de Chile mitwirkte. Auch in den Folgejahren hatte er zahlreiche Auftritte in Tangolokalen, im Hörfunk und Fernsehen (u. a. in Ronda de Tangos). Unter seinen Kompositionen sind die Tangos Recuerdos de una madre, Viejo sillón, Gigi und El nido vacío zu nennen.